# Dog’s Life
Dog’s Life — приключенческая видеоигра, разработанная Frontier Developments эксклюзивно для PlayStation 2.

## Сюжет
Действие происходит в Кларксвилле, городе, расположенном в американской глубинке. Однажды главный герой, американский фоксхаунд Джейк, становится свидетелем того, как лабрадора-ретривера Дейзи, в которую он влюблён, уводит ловец собак, и решает спасти её. Он следует за ними из маленького городка Кларксвилл на горный курорт под названием Лейк Миннивава и, наконец, в Бум-Сити, используя информацию, полученную в результате подслушивания разговоров между людьми, чтобы выследить их. На протяжении всего своего приключения его постоянно преследует Киллер, доберман, принадлежащий ловцу собак.
В конце концов выясняется, что мисс Пичес, глава компании по производству кормов для кошек, организует отлов собак и контрабандой доставляет их на фабрику, где они будут перерабатываться в её кошачий корм. Джейк в конце концов добирается до собачьего загона и после спасения нескольких собак и подкупа Киллера костями, получает доступ на фабрику. Там ему удаётся предотвратить убийство Дейзи, сняв её прямо с конвейерной ленты, но появляется мисс Пичес с дробовиком. Джейк пукает, заставляя её упасть на конвейер, и мисс Пичес попадает в машину, которая превращает её в корм для кошек.
Эпилог показывает, что все украденные собаки были спасены и что Джейк и Дейзи наконец вместе.

## Геймплей
Игра позволяет игроку управлять или взаимодействовать с более чем 15 породами собак, каждая из которых имеет свои особенности и способности, которые можно использовать в задачах или головоломках.
Игра разделена на три области: Кларксвилл, сельский городок; Лейк Миннивава, горнолыжный курорт; и Бум-Сити. Они делятся на более мелкие области, такие как районы или фермы. Люди, готовые давать миссии в обмен на кости, находятся в каждой области. Кости также можно найти зарытыми под землёй или спрятанными в различных местах. Они используются для увеличения ваших навыков, что облегчает выполнение миссий.
Определённые запахи, уловленные игровым «Режимом Обоняния», активируют испытания против местной собаки. В каждой главе игры есть четыре задачи, две из которых заключаются в том, чтобы найти восемь запахов одного цвета и посоревноваться с местной собакой. Соревнования включают в себя гонки, испытания на послушание, перетягивание каната и пометку территории, игру, в которой игрок должен бегать и мочиться в отмеченных областях.
На некоторых уровнях также есть салоны, где Джейк может почистить свою шерсть. Он также получает новый ошейник с серебряной буквой «J» спереди.
Как только эти собаки будут побеждены, игрок сможет взять их под контроль и использовать их особые способности, чтобы найти другие кости. Другие задачи включают в себя задачи по сбору запахов и мини-игру под названием «Doggy Do», в которой игрок должен копировать движения местной собаки. Есть также опасности в определённых областях, например ловец собак и его доберман . Игрок также должен поддерживать здоровье Джейка, кормя его, позволяя ему испражняться, уговаривая людей давать Джейку закуски, методом рыка и лая или выполнения трюков, открывающихся в ходе испытаний на послушание, например попрошайничество, сидение, лежание и пометку территории.
Джейк также может взаимодействовать со многими персонажами, в том числе: преследовать, трясти и бросать куриц, красть сосиски и трясти котят.

## Прием
| Сводный рейтинг    | Сводный рейтинг |
| Агрегатор          | Оценка          |
| ------------------ | --------------- |
| GameRankings       | 71,61 %         |
| Metacritic         | 64/100          |
| Иноязычные издания |                 |
| Издание            | Оценка          |
| Edge               | 5/10            |
| Eurogamer          | 6/10            |
| Famitsu            | 28/40           |
| Game Informer      | 7/10            |
| GameSpot           | 7/10            |
| GameSpy            | [ 9 ]           |
| GameZone           | 9/10            |
| IGN                | 7/10            |
| OPM                | [ 12 ]          |
| The New York Times | (средне)        |

Согласно агрегатору рецензий видеоигр Metacritic, Dog’s Life получила «смешанные» отзывы.
Eurogamer счёл игру забавной, но посчитал, что она мало что предлагает опытным игрокам, поскольку нацелена на более юную аудиторию. Они похвалили игру за «тёплое чувство юмора» и «симпатичные визуальные эффекты» и сочли идею управления собакой «на самом деле довольно крутой». GameSpot сказал: «В Dog’s Life не так уж много всего, но то, что есть, реализовано достаточно интересно, и оно, безусловно, позволяет вам делать то, что вы не можете делать ни в одной другой игре». GameSpy назвал это «хорошей сменой темпа», но счёл игру пресной и посчитал, что она больше предназначена для детей младшего возраста, чем для подростков. IGN назвал игровой процесс «простым и хорошо выполненным», но отметил, что визуальные эффекты «выглядят так, как будто игра была скопирована из игры для PSone», а звук казался «повсюду». Чарльз Герольд из The New York Times назвал игру «забавной, но легко забываемой. Я ожидал чего-то большего: чувства полного и абсолютного». В Японии Famitsu поставила ему одну восьмёрку, одну шестёрку и две семёрки, всего 28 из 40.

Согласно изданию Guinness World Records Gamer’s Edition 2009, Dog’s Life является мировым рекордсменом по количеству озвученных ролей внутри одной видеоигры, записанных одним человеком в игре. Керри Шейл озвучила 32 персонажа игры.